# Hervormde Kerk (Jemgum)
De Hervormde Kerk is een protestants kerkgebouw in de Oost-Friese plaats Jemgum (gemeente Rheiderland). Het betreft vermoedelijk de voormalige kapel van een Johannieterklooster uit de hoogmiddeleeuwen, die meerdere malen van de grond af opnieuw werd gebouwd.

## Geschiedenis

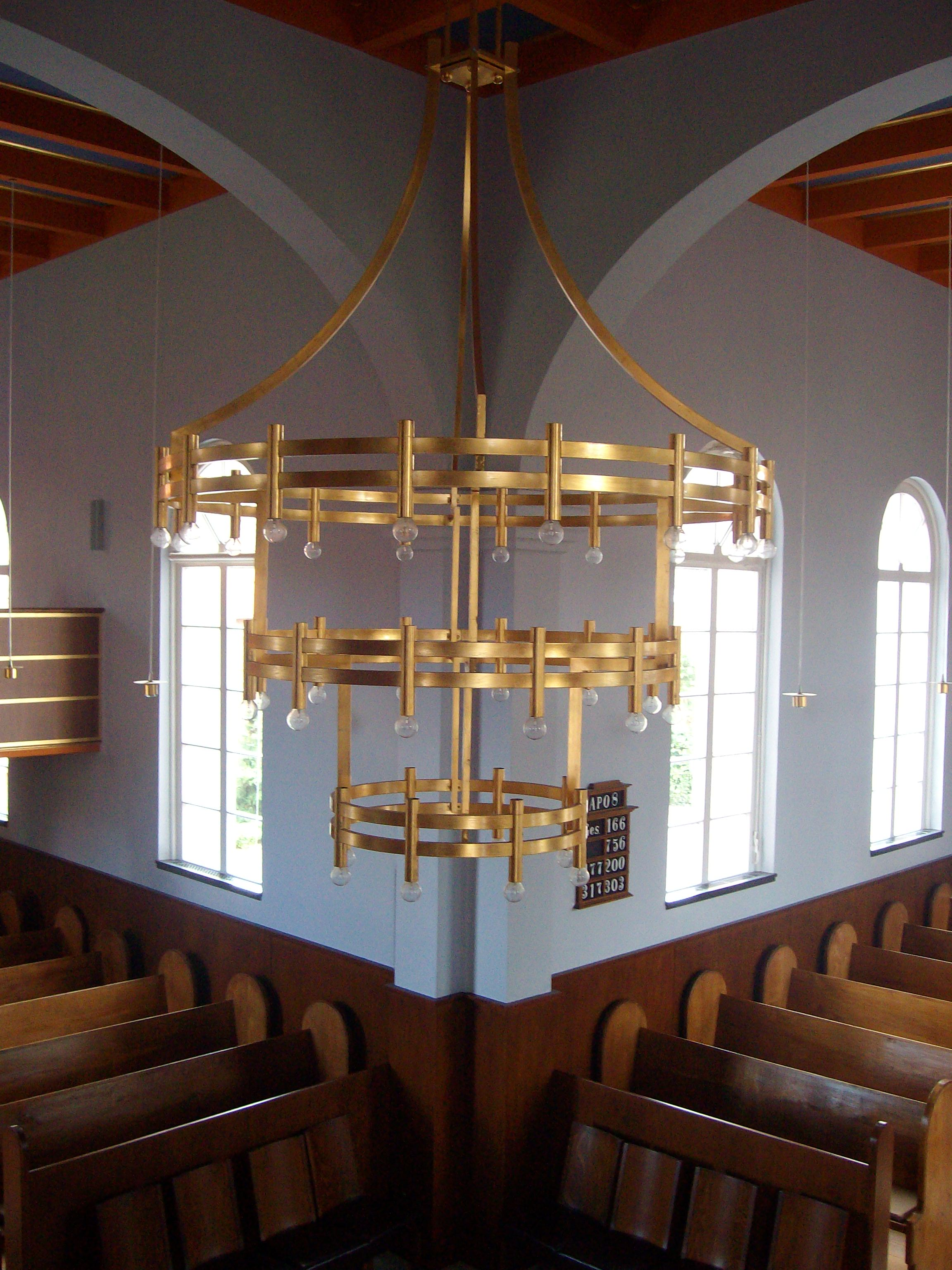
Art deco kroonluchter

In de middeleeuwen bezat het dorp Jemgum een drietal kerken: een grote kloosterkerk van de Johannieters uit het midden van de 13e eeuw, waarvan de locatie niet geheel bekend is, de Sixtuskerk en een kloosterkapel waaruit de huidige kerk voortkomt.
De voormalige hoofdkerk stond op het huidige kerkhof aan de westelijke rand van het dorp en had de heilige Sixtus als patroonheilige. Waarschijnlijk betrof het een 13e-eeuws gebouw met kenmerken van een weerkerk. Vast staat dat de oudste klok van Jemgum in 1368 werd gegoten. Na de eerste slag bij Jemgum in 1533 werd deze kerk in 1534 op bevel van graaf Enno II verwoest om zo te voorkomen dat vijanden gebruik konden maken van de kerk als toevluchtsoord.
De huidige kerk was vermoedelijk oorspronkelijk een kleine kloosterkapel van de Johannieters uit de 14e eeuw. In 1401 werd de kloosterkapel echter overgedragen om tot de parochiekerk van het dorp te dienen. In de middeleeuwen behoorde de destijds aan Sint-Vitus gewijde kerk tot de proosdij Hatzum in het bisdom Münster. Tijdens de reformatie ging de kerkgemeente over tot de gereformeerde leer. In 1555 werd de toren gebouwd en daarna zou de kerk geheel opnieuw zijn opgetrokken. Door de aanbouw van een zuidelijke vleugel in 1661 en een noordelijke vleugel in 1769 kreeg de kerk de vorm van een kruiskerk.
In 1816 werd de toren wegens bouwvalligheid gesloopt en in 1846 door Marten Bruns Schmidt uit Ditzum door de huidige toren vervangen. De nieuwe toren kreeg de vorm van een vuurtoren en heeft wat dat betreft overeenkomsten met de kerk van Ditzum en de Grote Kerk van Leer. De open lantaarn met het koperdak en een zeilschip als windvaan vormt het symbool voor Jemgum.
In 1847 vond er nieuwbouw van de kerk plaats. Op 2 augustus werden de muren van de kerk neergehaald en op 11 augustus begon de wederopbouw. Op 7 oktober 1847  werd de kerk weer ingewijd. Een brand op 31 januari 1930 verwoestte de kerk tot op de fundamenten, maar nog in hetzelfde jaar werd een nieuwe kerk naar een ontwerp van de uit Aurich afkomstige architect Ludwig Deichgraeber gebouwd. Op 14 december 1930 werd de in de art-deco stijl gebouwde kerk weer in gebruik genomen. In plaats van het tongewelf van de vorige kerk kreeg de kerk nu een balkenplafond.

## De brand van 2004
In de nacht van 11 op 12 mei 2004 werd de kerk opnieuw getroffen door een grote brand. Het schilddak van de kerk en de zoldering stortten in, waardoor het orgel en de orgelgalerij compleet verwoest werden. Van de kansel werd alleen het klankbord zwaar beschadigd. Dankzij het optreden van de brandweer kon de toren van de kerk worden gered. De restauratie van het gebouw vond plaats van augustus 2004 tot december 2005, grotendeels in de stijl van 1930. Als een geluk bij een ongeluk was in verband met een aanstaande renovatie voor de brand al een deel van het kerkmeubilair en het oorlogsmonument met de namen van de gesneuvelden in de oorlog 1870-1871 uit de kerk gehaald. De kansel werd gerestaureerd en samen met een replica van het vernietigde klankbord na de restauratie van de kerk teruggeplaatst. De trap die vanuit het kerkschip naar de orgelvloer voerde werd niet herbouwd. Tegenwoordig is het orgel, zoals dat ook voor 1930 het geval was, middels een toegang via de toren te bereiken.  In 2009 werd de lantaarn gerenoveerd en de houten opbouw vervangen door een stalen opbouw.

## Inrichting
Het expressionisme drukt zijn stempel op de inrichting van de kerk die in de kleuren rood, bruin en goud is uitgevoerd. De kansel van Johannes Baartz heeft de brand overleefd Datzelfde geldt voor de avondmaalstafel, de galerijen op het noorden, zuiden en oosten en de kerkbanken. Tot het vaatwerk behoren een broodschaal uit 1743 en een kan uit 1834. Het orgel uit 1864-1866 brandde in 1930 geheel af en werd in 1972 door een instrument van Klaus Becker vervangen, dat ten prooi viel aan de brand van 2004. Het huidige orgel werd in 1844 door Joseph William Walker gebouwd en in 2007 door de Nederlandse orgelrestaurateur F.R. Feenstra uit Grootegast gerestaureerd en gereconstrueerd. Het orgel beschikt over 19 registers, verdeeld over twee manualen en pedaal.